# بيرثولد إبستاين
بيرثولد إبستاين (بالتشيكية: Berthold Epstein)‏ هو طبيب أطفال وطبيب وأستاذ جامعي تشيكي، ولد في 1 أبريل 1890 في بلزن في التشيك، وتوفي في 9 يونيو 1962 في براغ في التشيك.